# Lääne-Nigula kommun
Lääne-Nigula kommun (estniska: Lääne-Nigula vald) är en kommun i landskapet  Läänemaa i Estland. Kommunens centralort är småköpingen Taebla.
Lääne-Nigula kommun bildades 2013 genom en sammanslagning av de tre dåvarande kommunerna Oru, Risti och Taebla. Den utökades i samband med kommunreformen 2017 då området motsvarande de tidigare kommunerna Nuckö, Neve, Kullamaa och Martna tillfördes kommunen. 
Kommunen ligger i nordvästra Estland med kust mot Östersjön. Ön Odensholm och halvön Nuckö ingår i kommunen, både förr bebodda av estlandssvenskar.

## Orter
I Lääne-Nigula kommun finns tre småköpingar.

### Småköpingar
- Palivere
- Risti
- Taebla

### Byar
- Allikmaa
- Allikotsa
- Auaste
- Bergsbyn (estniska: Tuksi)
- Birkas (estniska: Pürksi)
- Derhamn (estniska: Dirhami)
- Dirslätt (estniska: Aulepa)
- Ehmja
- Enby (estniska: Einbi)
- Enivere
- Gambyn (estniska: Vanaküla)
- Gutanäs (estniska: Kudani)
- Harga (estniska: Hara)
- Hindaste
- Hosby
- Höbring (estniska: Höbringi)
- Imby (estniska: Ingküla)
- Jaakna
- Jalukse
- Jõesse
- Jõgisoo
- Kaare
- Kaasiku
- Kabeli
- Kadarpiku
- Kalju
- Kasari
- Kastja
- Kedre
- Keedika
- Keravere
- Keskküla
- Keskvere
- Kesu
- Kirimäe
- Kirna
- Klottorp (estniska: Suur-Nõmmküla)
- Koela
- Kokre
- Koluvere
- Kuijõe
- Kullamaa
- Kullametsa
- Kuluse
- Kurevere
- Kärbla
- Laiküla
- Leediküla
- Leila
- Lemmikküla
- Liivaküla
- Liivi
- Linnamäe
- Luigu
- Lyckholm (estniska: Saare)
- Martna
- Mõisaküla
- Mõrdu
- Männiku
- Neve (estniska: Nõva)
- Nigula
- Nihka
- Niinja
- Nõmme
- Nõmmemaa
- Nyby (estniska: Niibi)
- Odensholm (estniska: Osmussaare)
- Ohtla
- Oonga
- Oru
- Pasklep (estniska: Paslepa)
- Peraküla
- Persåker (estniska: Väike-Nõmmküla)
- Piirsalu
- Putkaste
- Pälli
- Päri
- Rannajõe
- Rehemäe
- Rickul (estniska: Riguldi)
- Roslep (estniska: Rooslepa)
- Rõude
- Rõuma
- Salk (estniska: Salajõe)
- Saunja
- Seljaküla
- Silla
- Skåtanäs (estniska: Tahu)
- Soolu
- Soo-otsa
- Spithamn (estniska: Spithami)
- Strandbyn (estniska: Rannaküla)
- Sutlep (estniska: Sutlepa)
- Suure-Lähtru
- Tagavere
- Tammiku
- Tällnäs (estniska: Telise)
- Tuka
- Turvalepa
- Tusari
- Ubasalu
- Uugla
- Uusküla
- Vaisi
- Vanaküla
- Variku
- Vedra
- Vidruka
- Võntküla
- Väike-Lähtru
- Väänla
- Üdruma
- Ölbäck (estniska: Elbiku)
- Österby